# 田尾 (嘉義縣)
田尾，是臺灣嘉義縣太保市的一個傳統地域名稱，位於該市西北部。相較於今日行政區，其範圍大致為田尾里西南半部不含西南端及西部凸出部分的西半部，另外還包括六腳鄉灣南村的東北部凸出部分的最東端及東部中段凸出部分的東半部。

## 歷史
台灣日治初期，田尾地區為一街庄（舊制街庄），稱為「田尾庄」，隸屬於大槺榔西堡。該庄昔日西邊及北邊西段與灣內庄為鄰，北邊東段及東邊北段與溪南庄為鄰，東南邊及南邊為新埤庄。
1901年（日治明治三十四年）11月11日，全台廢縣廳改設二十廳，該庄隸屬於嘉義廳。1904年（明治三十七年）2月20日，該庄編入「後潭區」，隸屬於嘉義廳。1905年（明治三十八年）7月1日，嘉義廳內管轄區域調整，該庄仍隸屬於「後潭區」。1909年（明治四十二年）10月25日，全台合併二十廳為十二廳，後潭區仍隸屬於嘉義廳。1920年（大正九年）10月1日，全台地方制度大改正，廢十二廳改設五州二廳，該庄改制為「田尾」大字，隸屬於臺南州東石郡太保庄（新制街庄）。
戰後太保庄改制為太保鄉，隸屬於臺南縣，大字亦改制為村。1950年10月25日，雲、嘉、南分治，太保鄉改隸屬嘉義縣。1991年7月1日，因應嘉義縣治遷入，太保鄉升格為縣轄市太保市，村亦改制為里。

## 聚落
該地區發展較早的聚落為田尾，在日治期初期的官方地圖上已有記載。

## 交通
省道台37線即「高鐵橋下嘉義段道路」，是新港（實際起點為埤頭）至鹿草（實際終點為後寮）的幹道，縱向貫穿本地區中部。由該道路北行可前往新港鄉的埤頭，並止於縣道159號、縣道164號共線路口；南行可前往鹿草鄉北端的後寮，並止於縣道167號路口。
鄉道嘉56線是灣內至麻魚寮的道路，經過本地區主聚落。其東南側端點（終點）位於本地區南部橋仔頭聚落的鄉道44線路口。
鄉道嘉61線是大客至新埤的道路，其南側端點（終點）位於本地區東南部邊界地帶的鄉道嘉56線路口（新埤聚落西北郊）。